# Hyundai Celesta
Hyundai Celesta – samochód osobowy klasy kompaktowej produkowany pod południowokoreańską marką Hyundai w latach 2017–2023.

## Historia i opis modelu

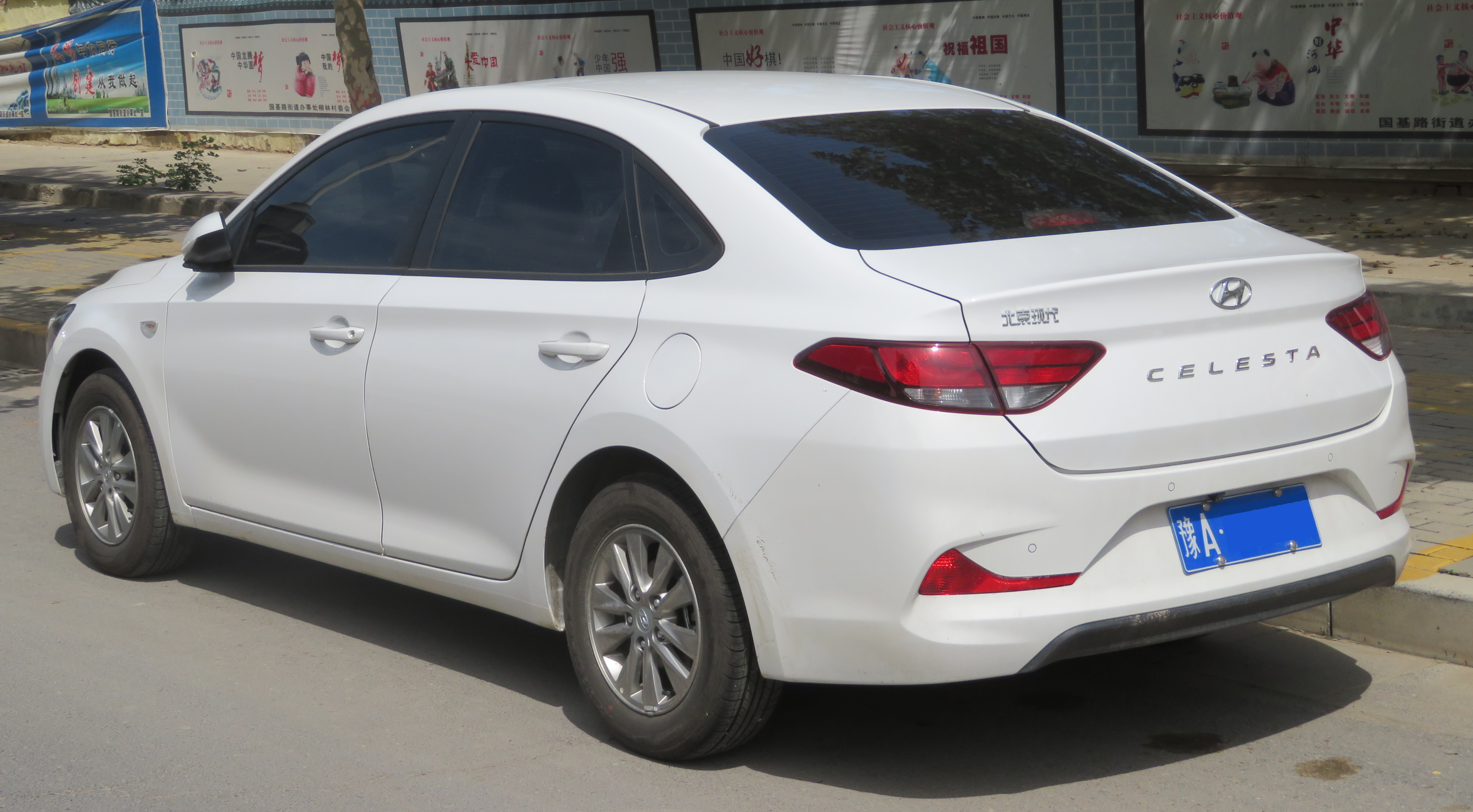
Hyundai Celesta - tył

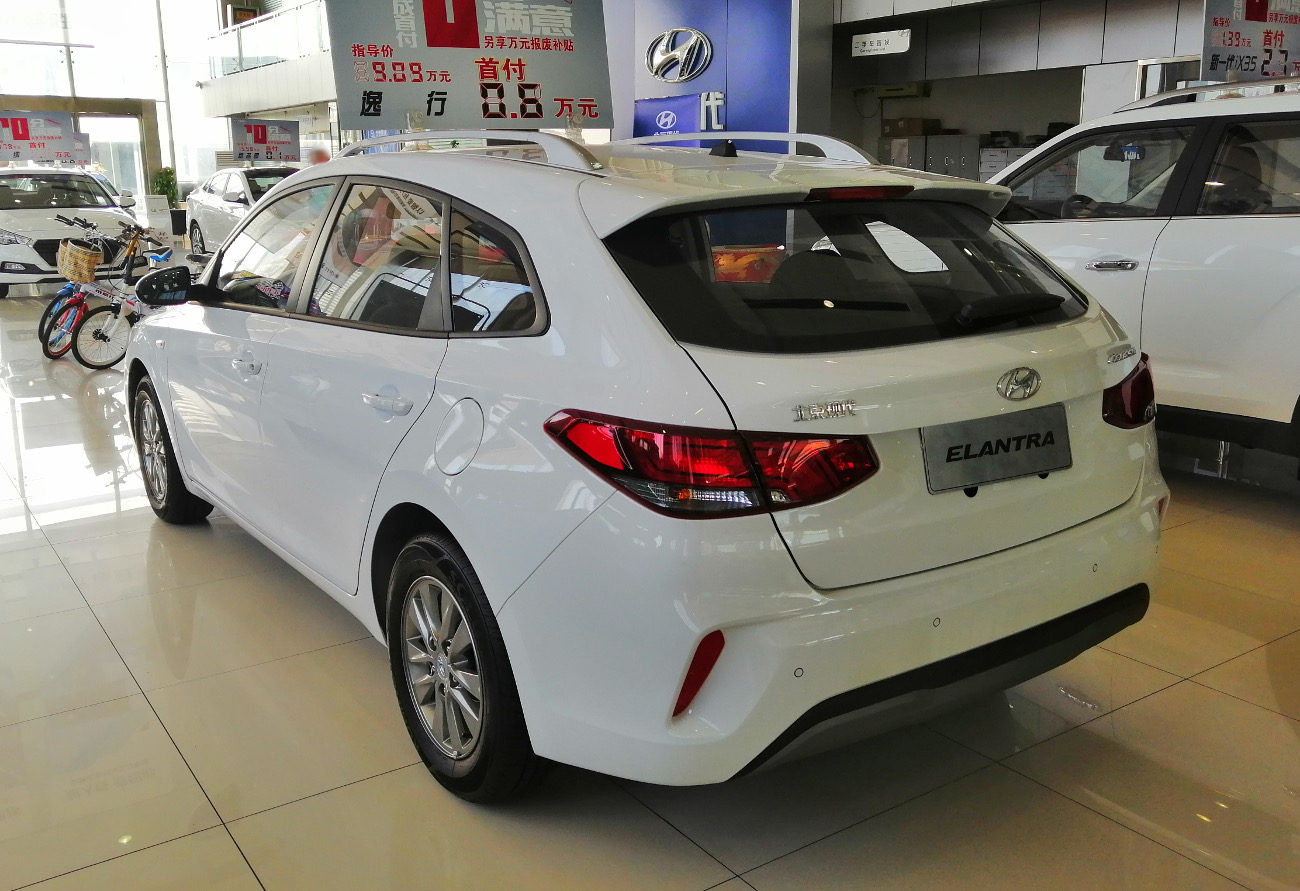
Hyundai Celesta RV

W listopadzie 2016 roku chińsko-południowokoreańskie joint-venture Beijing-Hyundai zaprezentowało nowy kompaktowy model Celesta mający na celu zastąpić przestarzałego sedana Elantra Yuedong, opierając się jednocześnie na jej podzespołach technicznych. Premiera pojazdu odbyła się podczas Guangzhou Auto Show.
Hyundai Celesta utrzymany został w proporcjach łączących ostre kształty z zaokrągloną, obłą bryłą nadwozia i łezkowatymi lampami tylnymi oraz trapezoidalnym, szceściokątnym wlotem powietrza, realizując ówczesną koncepcję stylistyczną Hyundaia Fluidic Design 2.0.
W kwietniu 2018 roku gama nadwoziowa została poszerzona także o 5-drzwiowe kombi o dodatkowym przydomku w nazwie, Celesta RV. Pod kątem wizualnym utrzymano je w zaokrąglonych proporcjach nadwozia, umieszczając jednakże wyżej tylną tablicę rejestracyjną - na klapie bagażnika.

### Sprzedaż
Hyundai Celesta został zbudowany z myślą wyłącznie o rynku chińskim, z docelową grupą odbiorców jako młode rodziny. W lokalnym portfolio samochód uplasował się początkowo w ofercie między modelami Elantra, a w Mistra oraz Sonata.

### Silniki
- R4 1.4l Kappa
- R4 1.6l Alpha
- R4 1.6l Gamma